# Allocosa tarentulina
Allocosa tarentulina este o specie de păianjeni din genul Allocosa, familia Lycosidae. A fost descrisă pentru prima dată de Jean Victor Audouin în anul 1826. Conform Catalogue of Life specia Allocosa tarentulina nu are subspecii cunoscute.